# Marco Cardisco
Marco Cardisco (anche ricordato come Marco Calabrese; Tiriolo, 1486 circa – Napoli, 1542 circa) è stato un pittore italiano, attivo durante il rinascimento.

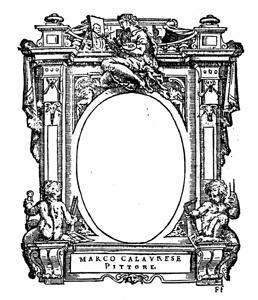
Marco Calabrese
Le Vite (1568) di Giorgio Vasari

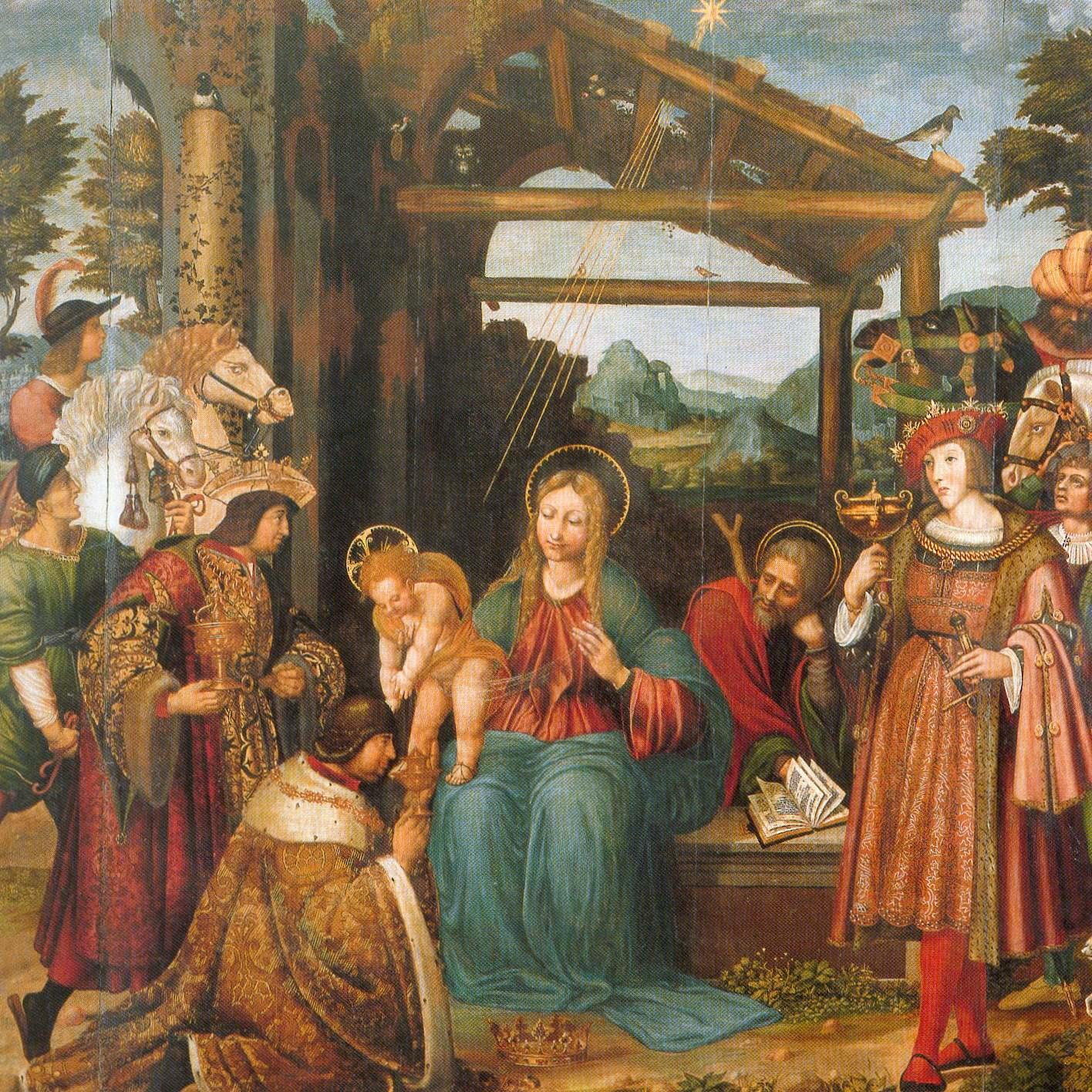
Adorazione dei Magi, Museo Civico di Castel Nuovo, Napoli.

Nacque intorno al 1486 probabilmente nel comune di Tiriolo (in provincia di Catanzaro), e morì circa nel 1542 a Napoli. Per la sua nascita in Calabria è conosciuto anche come Marco Calabrese. 
Fu attivo soprattutto a Napoli tra il 1508 ed il 1542.
Subì l'influenza di Polidoro da Caravaggio e fu maestro di Pietro Negroni.

## Biografia
Nativo della Calabria, non si conosce nulla riguardo alla sua formazione. Tuttavia è manifesta l'aderenza allo stile di Andrea da Salerno. Probabilmente svolse tra il 1515 e il 1518 un periodo di apprendistato a Roma presso la bottega di Polidoro da Caravaggio.
Poco dopo si trasferisce a Napoli, dove è annoverato a tra i pittori sicuramente dal 1521. Nella città partenopea lascia la sua opera più importante: l'Adorazione dei Magi datata al 1519, e conservata presso il Museo Civico di Castel Nuovo. In questo quadro si possono osservare i ritratti di Ferdinando I, Alfonso II e Carlo V d'Asburgo.
Il suo stile maturo risente fortemente dell'influenza di Polidoro da Caravaggio, del quale fu uno dei principali interpreti napoletani. Opere importanti di questo periodo sono la Disputa di Sant'Agostino, realizzata inizialmente per la chiesa di Sant'Agostino alla Zecca di Napoli (oggi conservata al museo di Capodimonte) e la Dormizione della Vergine presente nella cattedrale di Molfetta, mentre è andato perduto il cassettonato della basilica di San Antonio di Nocera Inferiore, realizzato nel 1524.
Tra i suoi alunni si annoverano Pietro Negroni, Giovanni Filippo Criscuolo, Leonardo Castellani e Severo Ierace.

## Opere

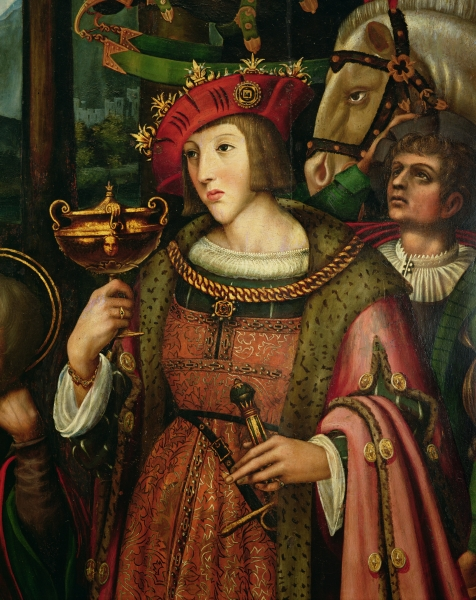
Particolare del ritratto di Carlo V d'Asburgo, dallAdorazione dei Magi

- Madonna delle Grazie (1512, Santa Maria delle Grazie, Acerno)
- Adorazione dei Magi (1519, Museo Civico di Castel Nuovo, Napoli)
- Cassettonato della chiesa di San Antonio di Nocera Inferiore (1524)[1]
- Annunciazione (Chiesa dell'Assunta, Cava dei Tirreni)
- Dormizione della Vergine (Cattedrale di Molfetta)
- Madonna del Popolo (1530, Cattedrale di Sessa Aurunca)
- San Pietro (1530, Museo Diocesano, Caserta)
- San Paolo (1530, Museo Diocesano, Caserta)
- Affreschi della Cappella Turchi (1532, Trinità dei Monti, Roma)[2]
- Trittico (c. 1532, Santa Maria di Portanova, Napoli)
- Disputa di Sant'Agostino (c. 1532, Museo di Capodimonte, Napoli)
- Assunzione (1542, Saint-Léger, Nandy)[2]
- Sant'Andrea (Pinacoteca del convento di Sant'Antonio, Nocera Inferiore)[2]
- San Michele Arcangelo (Pinacoteca del convento di Sant'Antonio, Nocera Inferiore)[2]
- Santa Caterina d'Alessandria (Pinacoteca del convento di Sant'Antonio, Nocera Inferiore)[2]
- San Lorenzo martire (Pinacoteca del convento di Sant'Antonio, Nocera Inferiore)[2]
- Madonna delle Grazie (Chiesa di Santa Maria delle Grazie, Massa Lubrense)
- Madonna dei Grumesi (Basilica di San Tammaro, Grumo Nevano)

## Fonti
- G. Vasari, Le vite de' più eccellenti pittori, scultori e architettori, 1568